# Mezinárodní sdružení pro dětskou knihu
Mezinárodní sdružení pro dětskou knihu (International Board on Books for Young People, zkratkou IBBY) je mezinárodní nevládní organizace UNESCO se sídlem ve Švýcarsku v Curychu.

## Historie
Organizace vznikla z iniciativy německé spisovatelky Jelly Lepmanové (1891–1970), která v roce 1949 založila v Mnichově Mezinárodní knihovnu pro mládež (Internationale Jugendbibliothek) a roku 1951 se zasloužila o svolání mnichovské konference Mezinárodní porozumění prostřednictvím dětské knihy (Internationale Verständigung durch Kinderbücher), na které byl vyhlášen program „Mezinárodní péče o dětskou knihu“ a heslo „Dětská kniha je mostem mezi národy“. Roku 1952 proběhla v Curychu přípravná schůzka a roku 1953 zde pak byla IBBY oficiálně ustanovena.

## Organizace a činnost
IBBY se dnes skládá z více než sedmdesáti národních sekcí. Její činnost řídí volený výkonný výbor v čele s prezidentem. Každý druhý rok se schází kongres IBBY, věnovaný vždy určitému tématu. Od roku 1956 uděluje IBBY Cenu Hanse Christiana Andersena (Hans Christian Andersen Award) autorům a od roku 1966 také ilustrátorům dětských knih. Jde o nejvyšší mezinárodní ocenění pro tvůrce dětských knih za celoživotní dílo udělované u příležitosti kongresů IBBY.
Na návrh jednotlivých národních sekcí IBBY mohou být tvůrci knih, které vyšly v období mezi dvěma kongresy, zapsáni na Čestnou listinu IBBY (IBBY Honour List), do roku 1980 nazývanou Čestná listina Hanse Christiana Andersena. Autoři získávají toto ocenění od roku 1956, ilustrátoři od roku 1974 a překladatelé od roku 1978.

## Cíle
- podporovat mezinárodní porozumění prostřednictvím dětských knih,
- dát dětem na celém světě možnost přístupu ke knihám s vysokými literárními a uměleckými hodnotami,
- podporovat vydávání a šíření kvalitních dětských knih, a to zejména v rozvojových zemích,
- bojovat proti vlivu pokleslého umění, proti propagaci zločinných a nemorálních skutků,
- poskytovat podporu a vzdělávání pro ty, kteří se zabývají dětskou literaturou,
- vyzdvihovat pozitivní výchovné vlivy četby a médií,
- podporovat výzkum a vědecké práce v oblasti dětské literatury,
- udělovat mezinárodní ceny v oblasti tvorby pro děti a mládež,
- chránit práva dítěte podle Úmluvy OSN o právech dítěte.

## Kongresy IBBY
| 1. 1952 Curych (Švýcarsko) – přípravná schůze 2. 1953 Curych (Švýcarsko) – ustavující kongres 3. 1955 Vídeň (Rakousko) 4. 1956 Stockholm (Švédsko) 5. 1958 Florencie (Itálie) 6. 1960 Lucemburk (Lucembursko) 7. 1962 Hamburg (Německo) 8. 1963 Vídeň (Rakousko) 9. 1964 Madrid (Španělsko) 10. 1966 Lublaň (Jugoslávie, Slovinsko) 11. 1968 Amriswil (Švýcarsko) 12. 1970 Bologna (Itálie) 13. 1972 Nice (Francie) 14, 1974 Rio de Janeiro (Brazílie) 15. 1976 Athény (Řecko) 16. 1978 Würzburg (Německo) 17. 1980 Praha (Československo) 18. 1982 Cambridge (Spojené království) 19. 1984 Nikósie (Kypr) | 20. 1986 Tokio (Japonsko) 21. 1988 Oslo (Norsko) 22. 1990 Williamsburg (Spojené státy americké) 23. 1992 Berlín (Německo) 24. 1994 Sevilla (Španělsko) 25. 1996 Groningen (Nizozemsko) 26. 1998 Nové Dillí (Indie) 27. 2000 Cartagena (Kolumbie) 28. 2002 Basilej (Švýcarsko) 29. 2004 Kapské Město (Jihoafrická republika) 30. 2006 Macao (Čína) 31. 2008 Kodaň (Dánsko) 32. 2010 Santiago de Compostela (Španělsko) 33. 2012 Londýn (Spojené království) 34. 2014 Mexico City (Mexiko) 35. 2016 Auckland (Austrálie) 36. 2018 Istanbul (Turecko) 37. 2021 Moskva (Rusko) |

## Prezidenti IBBY
- 1953-1956 Otto Binder (Švýcarsko)
- 1956-1958 Hans Rabén (Švédsko)
- 1958-1960 Enzo Petrini (Itálie)
- 1960-1962 Jella Lepman (Švýcarsko)
- 1962-1966 Richard Bamberger (Rakousko)
- 1966-1970 Zorka Peršic Vrtaca (Jugoslávie)
- 1970-1974 Niilo Visapää (Finsko)
- 1974-1978 Hans Halbey (Spolková republika Německo)
- 1978-1982 Knud-Eigil Hauberg-Tychsen (Dánsko)
- 1982-1986 Miguel Azaola (Španělsko)
- 1986-1990 Dušan Roll (Československo)
- 1990-1994 Ronald Jobe (Kanada)
- 1994-1998 Carmen Diana Dearden (Venezuela)
- 1998-2002 Tajo Šima (Japonsko)
- 2002-2006 Peter Schneck (Rakousko)
- 2006-2010 Patricia Aldana (Kanada)
- 2010-2014 Ahmad Redza Ahmad Chairuddin (Malajsie)
- 2014-2018 Wally de Doncker (Belgie)
- 2018-2020 Mingzhou Zhang (Čína)

## Česká sekce IBBY
Již roku 1964 byla za člena IBBY přijata Československá sekce, jejíž českou částí byla Společnost přátel knihy pro mládež a slovenskou částí Priatelia detskej knihy. V souvislosti s rozdělením společného státu ukončila Československá sekce IBBY svoji činnost ke konci roku 1992 a jejími nástupci se staly v roce 1993 samostatné národní sekce česká a slovenská.
Od roku 1993 pořádá Česká sekce soutěž Zlatá stuha jako výroční ocenění autorů, překladatelů a ilustrátorů knih pro děti a mládež v České republice. Na vyhlašování ceny se dále podílí Klub ilustrátorů dětské knihy, Památník národního písemnictví, Obec spisovatelů a Obec překladatelů a na jejím financování Ministerstvo kultury České republiky. Nominované a vítězné knihy jsou vybírány čtyřmi porotami v oblasti literární, výtvarné, překladatelské a komiksu.